# Syndrome cardio-facio-cutané
Le syndrome cardiofaciocutané est caractérisé par des anomalies cardiaques (anomalies des valves cardiaques, communication interventriculaire et interauriculaire, cardiomyopathie hypertrophique et des troubles du rythme cardiaque), un faciès caractéristique et des anomalies cutanées (hyperkératose, ichtyose, eczéma, xérosis). Les cheveux sont typiquement clairsemés, frisés, fins, cassants. Les sourcils sont absents. Les ongles sont dystrophiques ou ayant une croissance exagérée. Un retard mental d'intensité variable est présent chez la majorité des individus atteints. À la différence du syndrome de Costello ou du syndrome de Noonan qui sont les deux principaux diagnostics différentiels, ces patients ne sont pas prédisposés à développer des tumeurs malignes.